# Abide with Me (film 1914 Wolbert)
Abide with Me è un cortometraggio muto del 1914 interpretato e diretto da William Wolbert. Wolbert, un attore che aveva cominciato a lavorare nel cinema l'anno prima, con questa pellicola firmò la sua seconda regia.
Il film è un racconto morale di espiazione e pentimento che ha come interprete principale Henry King quando questi faceva ancora l'attore prima di diventare - come regista - uno dei più famosi nomi di Hollywood.

## Produzione
Il film fu prodotto dalla Balboa Amusement Producing Company. Venne girato a Long Beach, la cittadina californiana sede della casa di produzione.

## Distribuzione
Distribuito dalla General Film Company, il film - un cortometraggio in una bobina - uscì nelle sale cinematografiche statunitensi l'11 marzo 1914.